# 寄与危険割合
寄与危険割合（きよきけんわりあい）とは疫学における指標の1つであり、「寄与危険度割合」とも呼ばれ、暴露群と非暴露群における疾病の頻度の差である寄与危険度が、暴露群における疾病の頻度に占める割合である。
「暴露群の発生率から非暴露群の発生率を引いたもの」が寄与危険度となり、それを「暴露群の発生率」で除したものである。
寄与危険度が暴露群の発生率に占める割合を示しており、「0-1」をとる比率として、もしくは百分率（Attributable risk percentage）で「0-100％」の範囲で表す。
|          | 疾病あり | 疾病なし | 計  |
| -------- | -------- | -------- | --- |
| 暴露あり | A        | B        | A+B |
| 暴露なし | C        | D        | C+D |
| 計       | A+C      | B+D      | T   |

{\displaystyle R={\cfrac {{\cfrac {A}{A+B}}-{\cfrac {C}{C+D}}}{\cfrac {A}{A+B}}}}
R:寄与危険割合
{\displaystyle R=1-{\cfrac {\cfrac {C}{C+D}}{\cfrac {A}{A+B}}}}
{\displaystyle R={\cfrac {{\cfrac {\cfrac {A}{A+B}}{\cfrac {C}{C+D}}}-1}{\cfrac {\cfrac {A}{A+B}}{\cfrac {C}{C+D}}}}}
なお、上記のように変形でき、「1－相対危険度の逆数」＝「(相対危険度－1)/相対危険度」に等しい。
「集団全体と非暴露群における疾病の頻度の差」である人口寄与危険度が、「集団全体における疾病の頻度」に占める割合は、人口寄与危険割合と呼ばれ、「集団内における暴露群の割合」である暴露率の影響を受ける。